# كازويوكي موغيتا
كازويوكي موغيتا (باليابانية: 麦田 和志) (10 نوفمبر 1984 في إيشيكاوا في اليابان – )؛ هو لاعب كرة قدم ياباني سابق كان يلعب كلاعب وسط.

## وصلات خارجية
- كازويوكي موغيتا على موقع رابطة كرة القدم اليابانية للمحترفين (اليابانية)
- كازويوكي موغيتا على موقع Soccerway.com (الإنجليزية)